# Escàndol d'intervencions telefòniques de News International

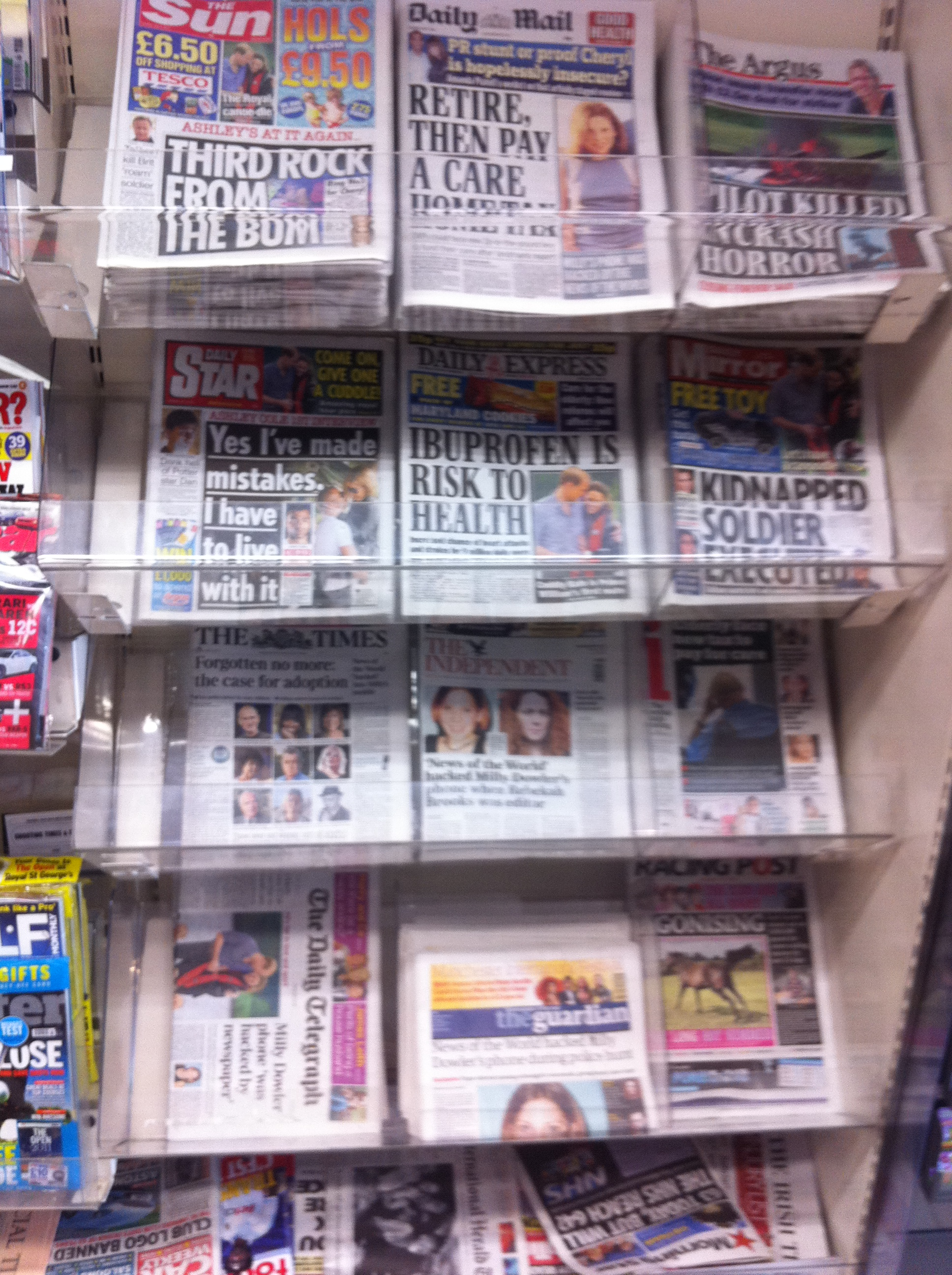
Esclata l'escàndol de les escoltes telefòniques il·legals (tabloides britànics, 5 de juliol de 2011).

L'escàndol d'intervencions telefòniques de News International és una controvèrsia en curs que involucra el News of the World, un tabloide sensacionalista britànic ara difunt, publicat per News International, filial de la News Corporation de Rupert Murdoch, i les al·legacions que les persones que treballaven per al periòdic es van dedicar a escoltes telefòniques il·legals. L'escàndol va saltar a la fama enmig d'un intent d'adquisició de la totalitat de British Sky Broadcasting per News Corporation, i va portar a l'empresa l'abandonament dels plans d'adquisició, indicant «que seria molt difícil progressar en aquest clima».
Després de revelacions que les víctimes d'escoltes telefòniques il·legals poden haver inclòs l'adolescent assassinada Milly Dowler, els familiars de soldats britànics morts, i víctimes dels atemptats del 7 de juliol a Londres, la reacció pública a l'escàndol va ser ràpida, àmplia i generalment d'indignació. El 6 de juliol de 2011, el primer ministre britànic, David Cameron, va declarar que es convocaria una investigació pública del govern per investigar l'afer, una vegada que la investigació policial s'havia completat. Diverses marques líders van retirar els seus anuncis del News of the World i el 7 de juliol es va anunciar que el diari havia de tancar i publicar la seva última edició el 10 de juliol, després de 168 anys de publicació.
El 13 de juliol, Cameron va nomenar el Lord Justice Leveson com a president de la investigació, amb la comesa específica d'examinar les afirmacions sobre intervencions telefòniques al News of the World, la investigació inicial de la policia i les denúncies de pagaments il·lícits a la policia per la premsa, mentre que una altra investigació separada consideraria la cultura i l'ètica dels mitjans de comunicació britànics. Ell també va dir que la Comissió de Queixes de Premsa seria «totalment» reemplaçada. El 17 de juliol, el cap de Scotland Yard, Paul Sephenson, va dimitir per les seves implicacions en el cas.
L'escàndol finalment va cridar l'atenció en els Estats Units, on la News Corporation té la seu i opera una gran quantitat de mitjans de comunicació. El 14 de juliol, el FBI va posar en marxa la seva investigació sobre News Corporation, centrant-se en les reclamacions que els seus diaris havien violat la Llei de Pràctiques Corruptes Estrangeres i havien accedit a missatges de bústia de veu de les víctimes dels atemptats de l'11-S; el 15 de juliol, Eric Holder, Fiscal general dels EUA, va anunciar que el Departament de Justícia també va obrir una investigació sobre l'empresa.